# Great Bay Beach
Great Bay Beach is een strand in Philipsburg, Sint Maarten. Het strand bevindt zich aan de zuidkant van de hoofdplaats. Het strekt zich uit van de haven met de cruiseschepen tot Little Bay. Langs het strand bevindt zich de Boardwalk met winkels, restaurants en bars.
Great Bay Beach is een van de langste en breedste stranden van het eiland. Het ligt op loopafstand van het winkelcentrum van Philipsburg. Aan het strand kunnen strandstoelen en parasols worden gehuurd. Activiteiten die aan het stand worden aangeboden zijn onder andere waterscooters, kajakken, en snorkelen.
Great Bay Beach was in 2017 zwaar getroffen door orkaan Irma, maar de schade is hersteld en de restaurants, bars en hotels zijn weer operationeel.

## Galerij

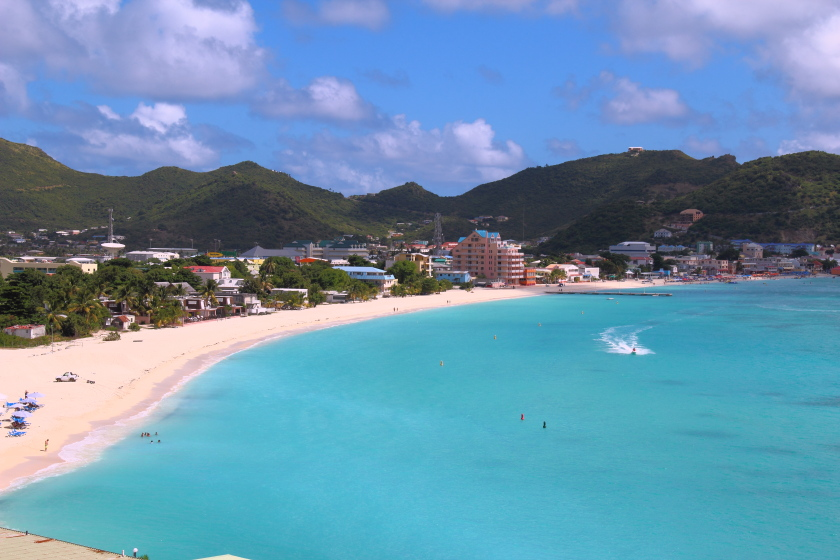
Overzicht van Philipsburg met Great Bay Beach
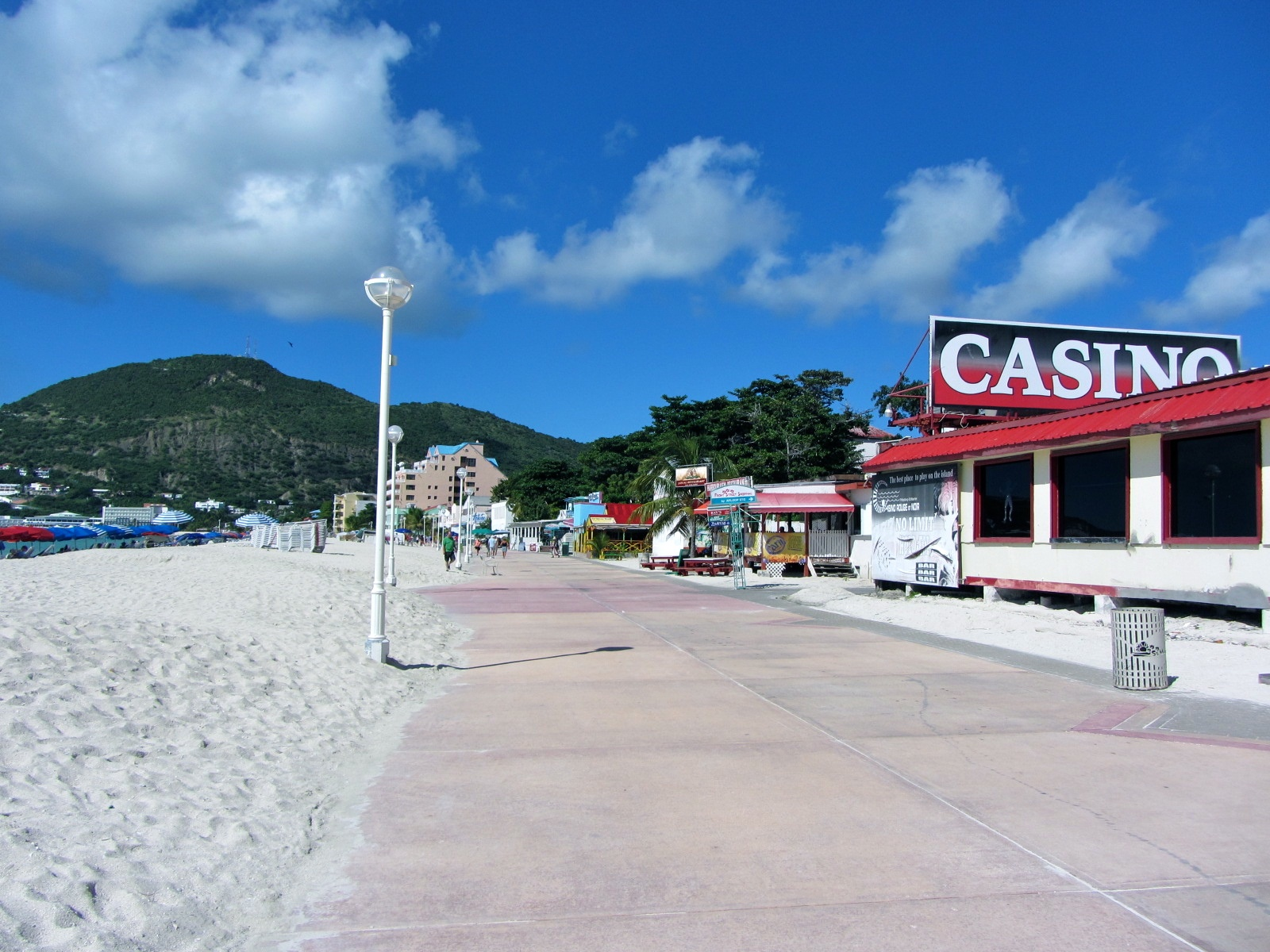
Great Bay Beach met de Boardwalk
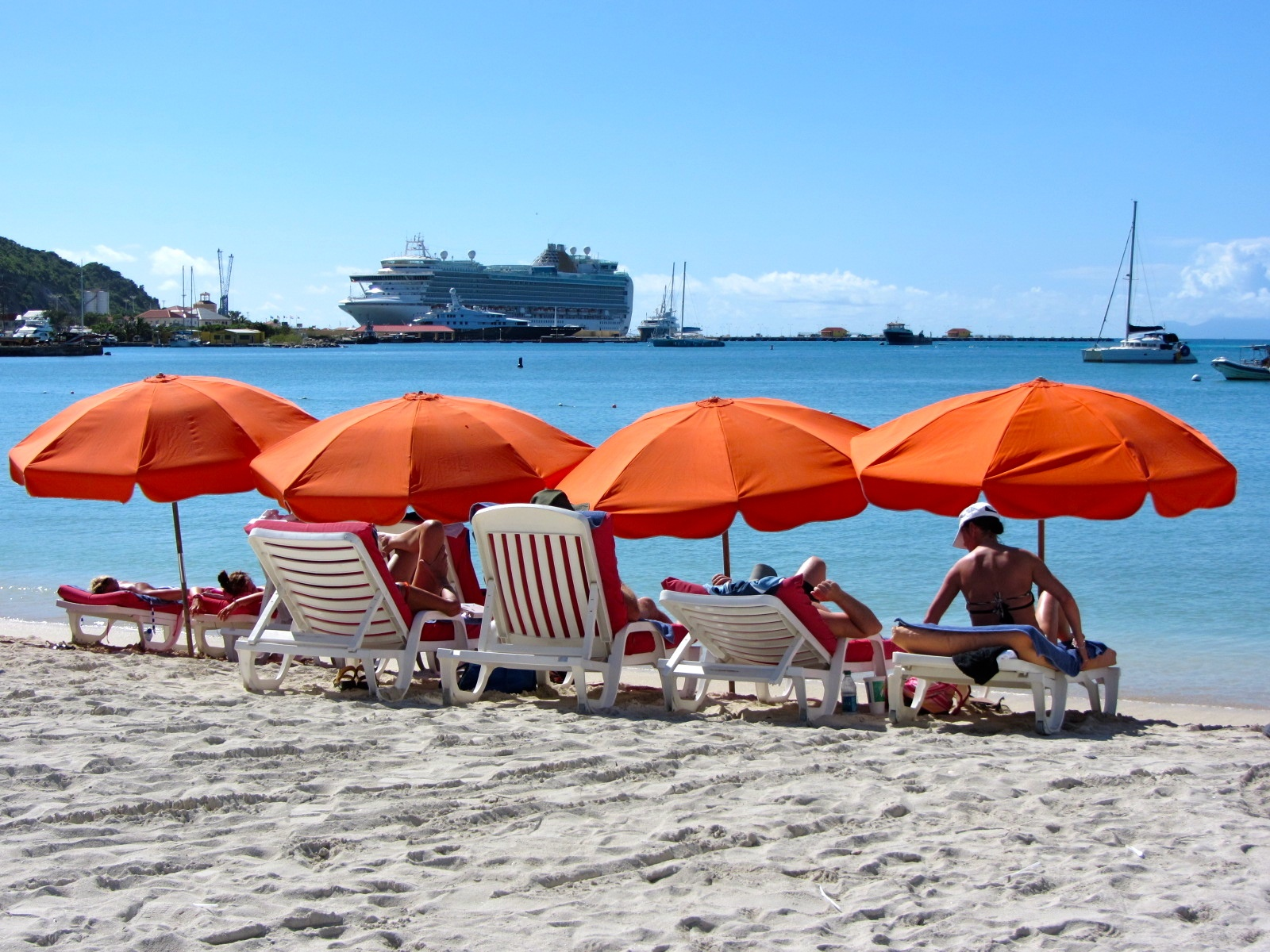
Strandstoelen met parasols
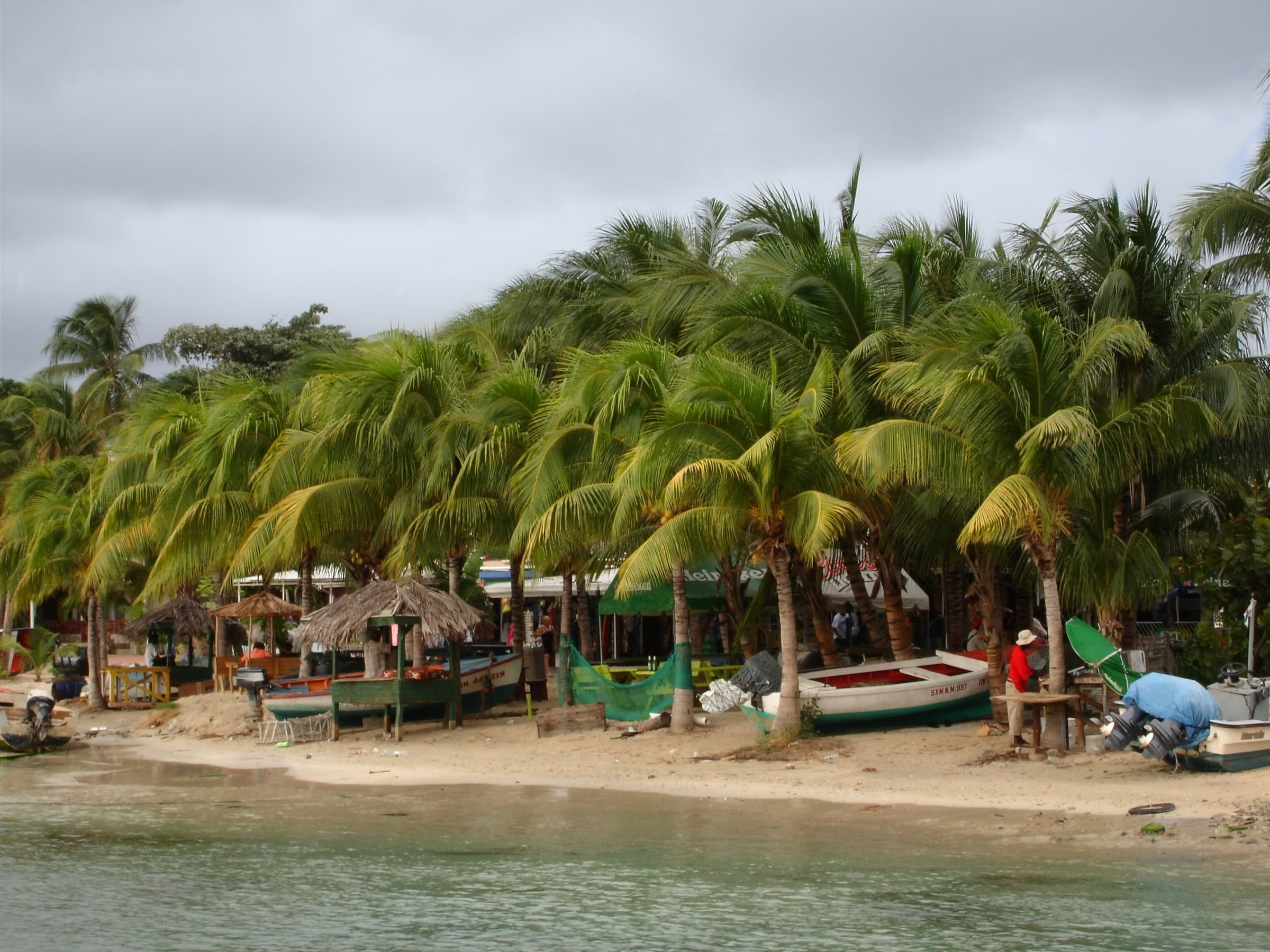
Palmen langs het strand